# 高知大学教育学部附属幼稚園
高知大学教育学部附属幼稚園（こうちだいがくきょういくがくぶふぞくようちえん）は、高知県高知市にある高知大学教育学部附属の幼稚園。

## 沿革
- 1948年5月9日 - 高知師範学校児童文化部の学生により、現高知大学敷地内に「ゆめのくに」を開設
- 1951年1月 - 園舎移転（現おうち寮の一部）
- 1952年4月15日 - 私立高知大学教育学部幼稚園として高知県より認可
- 1952年11月 - 旧附属小学校西側、附属中学校跡に移転
- 1955年7月 - 国立に移管、高知大学教育学部附属幼稚園となる
- 1961年11月 - 高知市小津町10-56番地に園舎新築移転
- 1974年5月17日 - 小津町10-26（旧南溟寮跡）に園舎新築移転する。園歌制定
- 2004年4月1日 - 国立大学法人化

## 所在地
〒780-0915　高知県高知市小津町10-26